# San Carlos (Río San Juan)
Pour les articles homonymes, voir San Carlos.
San Carlos est la capitale du département du Río San Juan au Nicaragua. Elle est située à l'embouchure du río San Juan et du Lac Nicaragua dans l'extrême sud du pays.

## Villes jumelées
- Groningue (Pays-Bas)
- Erlangen (Allemagne)
- Nuremberg (Allemagne)
- Witten (Allemagne)
- Albacete (Espagne)
- Bandalona (Espagne)
- Linz (Autriche) (Autriche)
- Bologne (Italie)